# Niên biểu lịch sử Anh (1900–1929)
Bài viết này thể hiện niên biểu các sự kiện trong lịch sử nước Anh từ năm 1900 đến 1929.
Niên biểu lịch sử ở Anh (1800-1899) Niên biểu lịch sử ở Anh (1930-1949)

## 1900 - 1929
- 1900 ở Anh, 1900 ở England, 1900 ở Ireland, 1900 ở Scotland, 1900 ở Wales
- 1901 ở Anh, 1901 ở England, 1901 ở Ireland, 1901 ở Scotland, 1901 ở Wales
- 1902 ở Anh, 1902 ở England, 1902 ở Ireland, 1902 ở Scotland, 1902 ở Wales
- 1903 ở Anh, 1903 ở England, 1903 ở Ireland, 1903 ở Scotland, 1903 ở Wales
- 1904 ở Anh, 1904 ở England, 1904 ở Ireland, 1904 ở Scotland, 1904 ở Wales
- 1905 ở Anh, 1905 ở England, 1905 ở Ireland, 1905 ở Scotland, 1905 ở Wales
- 1906 ở Anh, 1906 ở England, 1906 ở Ireland, 1906 ở Scotland, 1906 ở Wales
- 1907 ở Anh, 1907 ở England, 1907 ở Ireland, 1907 ở Scotland, 1907 ở Wales
- 1908 ở Anh, 1908 ở England, 1908 ở Ireland, 1908 ở Scotland, 1908 ở Wales
- 1909 ở Anh, 1909 ở England, 1909 ở Ireland, 1909 ở Scotland, 1909 ở Wales
- 1910 ở Anh, 1910 ở England, 1910 ở Ireland, 1910 ở Scotland, 1910 ở Wales
- 1911 ở Anh, 1911 ở England, 1911 ở Ireland, 1911 ở Scotland, 1911 ở Wales
- 1912 ở Anh, 1912 ở England, 1912 ở Ireland, 1912 ở Scotland, 1912 ở Wales
- 1913 ở Anh, 1913 ở England, 1913 ở Ireland, 1913 ở Scotland, 1913 ở Wales
- 1914 ở Anh, 1914 ở England, 1914 ở Ireland, 1914 ở Scotland, 1914 ở Wales
- 1915 ở Anh, 1915 ở England, 1915 ở Ireland, 1915 ở Scotland, 1915 ở Wales
- 1916 ở Anh, 1916 ở England, 1916 ở Ireland, 1916 ở Scotland, 1916 ở Wales
- 1917 ở Anh, 1917 ở England, 1917 ở Ireland, 1917 ở Scotland, 1917 ở Wales
- 1918 ở Anh, 1918 ở England, 1918 ở Ireland, 1918 ở Scotland, 1918 ở Wales
- 1919 ở Anh, 1919 ở England, 1919 ở Ireland, 1919 ở Scotland, 1919 ở Wales
- 1920 ở Anh, 1920 ở England, 1920 ở Bắc Ireland, 1920 ở Scotland, 1920 ở Wales
- 1921 ở Anh, 1921 ở England, 1921 ở Bắc Ireland, 1921 ở Scotland, 1921 ở Wales
- 1922 ở Anh, 1922 ở England, 1922 ở Bắc Ireland, 1922 ở Scotland, 1922 ở Wales
- 1923 ở Anh, 1923 ở England, 1923 ở Bắc Ireland, 1923 ở Scotland, 1923 ở Wales
- 1924 ở Anh, 1924 ở England, 1924 ở Bắc Ireland, 1924 ở Scotland, 1924 ở Wales
- 1925 ở Anh, 1925 ở England, 1925 ở Bắc Ireland, 1925 ở Scotland, 1925 ở Wales
- 1926 ở Anh, 1926 ở England, 1926 ở Bắc Ireland, 1926 ở Scotland, 1926 ở Wales
- 1927 ở Anh, 1927 ở England, 1927 ở Bắc Ireland, 1927 ở Scotland, 1927 ở Wales
- 1928 ở Anh, 1928 ở England, 1928 ở Bắc Ireland, 1928 ở Scotland, 1928 ở Wales
- 1929 ở Anh, 1929 ở England, 1929 ở Bắc Ireland, 1929 ở Scotland, 1929 ở Wales